# Sainghin-en-Mélantois
Sainghin-en-Mélantois é uma comuna francesa na região administrativa de Altos da França, no departamento do Norte. Estende-se por uma área de 10.48 km². Em 2010 a comuna tinha 2 818 habitantes (densidade: 268,9 hab./km²).